# Universität des Nahen Ostens
Die Universität des Nahen Ostens (Türkisch: Yakın Doğu Üniversitesi)  ist eine Stiftungsuniversität in Nord-Nikosia in der Türkischen Republik Nordzypern.
Die Universität wurde 1988 gegründet und befindet sich sieben Kilometer (Luftlinie) nordnordwestlich vom Stadtzentrum in einem separaten Komplex. Es gibt insgesamt 13 Fakultäten.

## Fakultäten
- Fakultät für Gesundheit und Wissenschaft
- Fakultät für Zahnmedizin
- Fakultät für Pharmazie
- Fakultät für Rechtswissenschaften
- Fakultät für Maritime Studien
- Fakultät für Ingenieurswesen
- Fakultät für Ökonomie
- Fakultät für Architektur
- Fakultät für Künste und Wissenschaften
- Fakultät für Kommunikationswissenschaften
- Fakultät für Darstellende Kunst
- Fakultät für Bildung
- Fakultät der Schönen Künste und des Designs